# Potoky (powiat Stropkov)

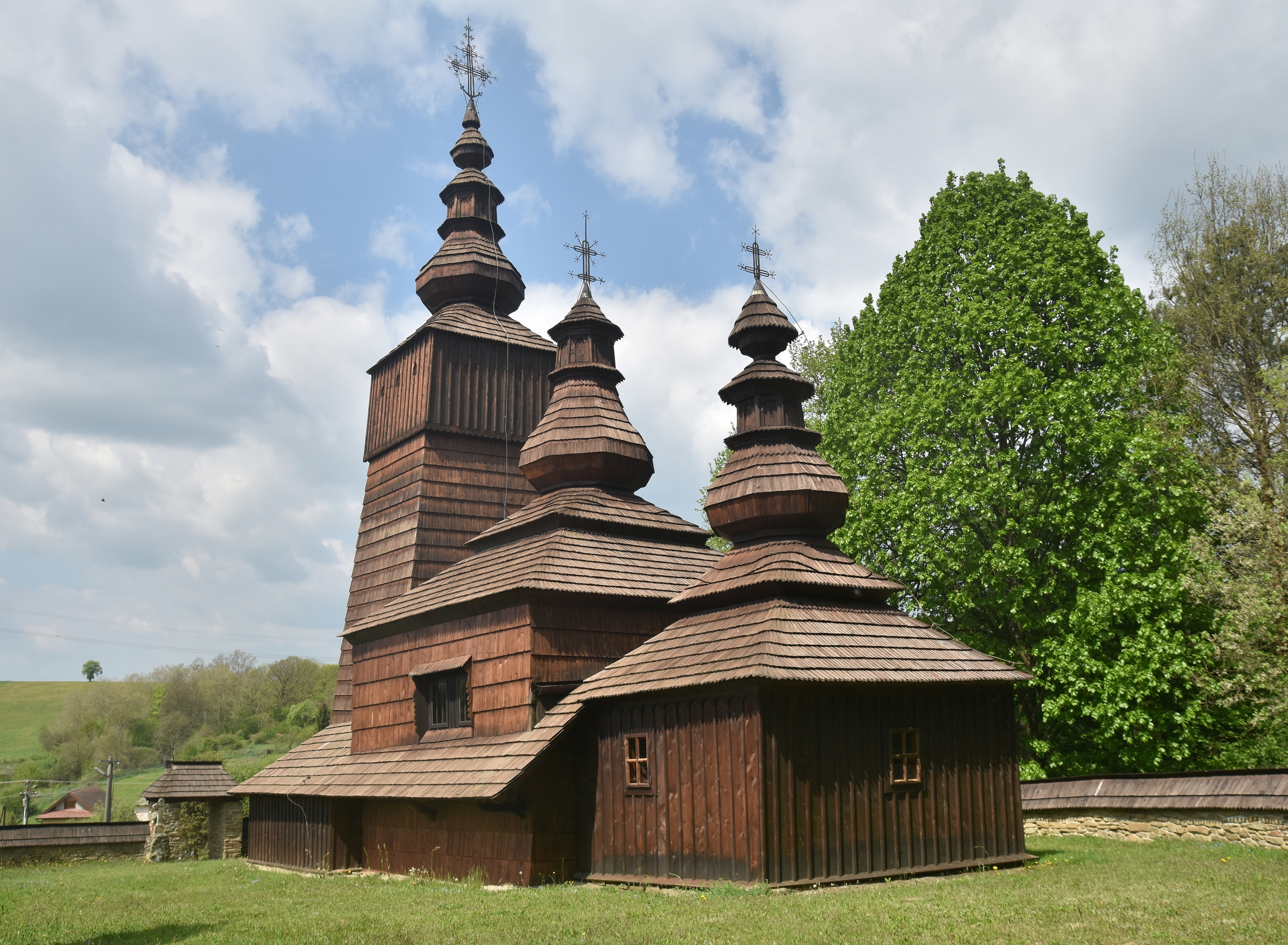
Zabytkowa cerkiew

Potoky – wieś (obec) na Słowacji położona w kraju preszowskim, w powiecie Stropkov. Pierwsze wzmianki o miejscowości pochodzą z roku 1551.

## Demografia
Według danych z dnia 31 grudnia 2012, wieś zamieszkiwało 90 osób, w tym 44 kobiety i 46 mężczyzn.
W 2001 roku rozkład populacji względem narodowości i przynależności etnicznej wyglądał następująco:
- Słowacy – 95,40%
- Czesi – 3,45%
- Węgrzy – 1,15%

Ze względu na wyznawaną religię struktura mieszkańców kształtowała się w 2001 roku następująco:
- Katolicy rzymscy – 9,20%
- Grekokatolicy – 85,06%
- Prawosławni – 2,30%
- Nie podano – 1,15%

## Zabytki
- Drewniana cerkiew greckokatolicka św. Paraskewy z 1773.